# 黑島 (八重山群島)

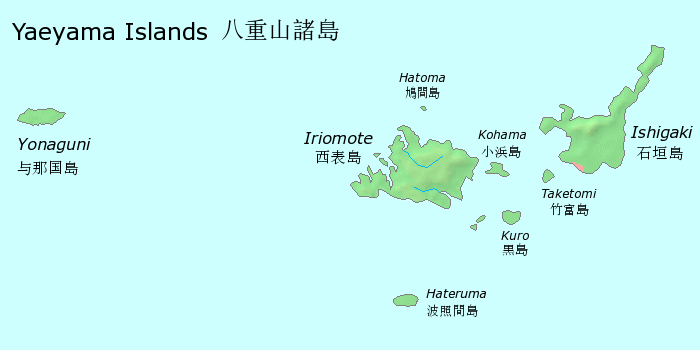
黑島位於八重山群島內的位置圖。

黑島（日语：／ Kuro-shima，琉球語：／ ）位於琉球列島的八重山群島，介於西表島及石垣島之間，距離石垣島約搭船25分鐘的距離。行政劃分屬於日本沖繩縣八重山郡竹富町。
全日本共有20座以「黑島」為名的島嶼，可參見黑島。

## 地理&人文
- 位置：：北緯24度14分、東經124度01分
- 人口：約210人（2006年1月）
- 戶數：約120戶
- 周長：約12公里
- 面積：約10平方公里

## 產業
以黑毛肉牛畜產業為主，島上牛隻的數量超過居民的十倍，每兩月開一次幼牛的拍賣市場，常有遠從九州和關西地方的買者前來參加。每年2月下旬會召開「黑島牛節」。

## 相片集

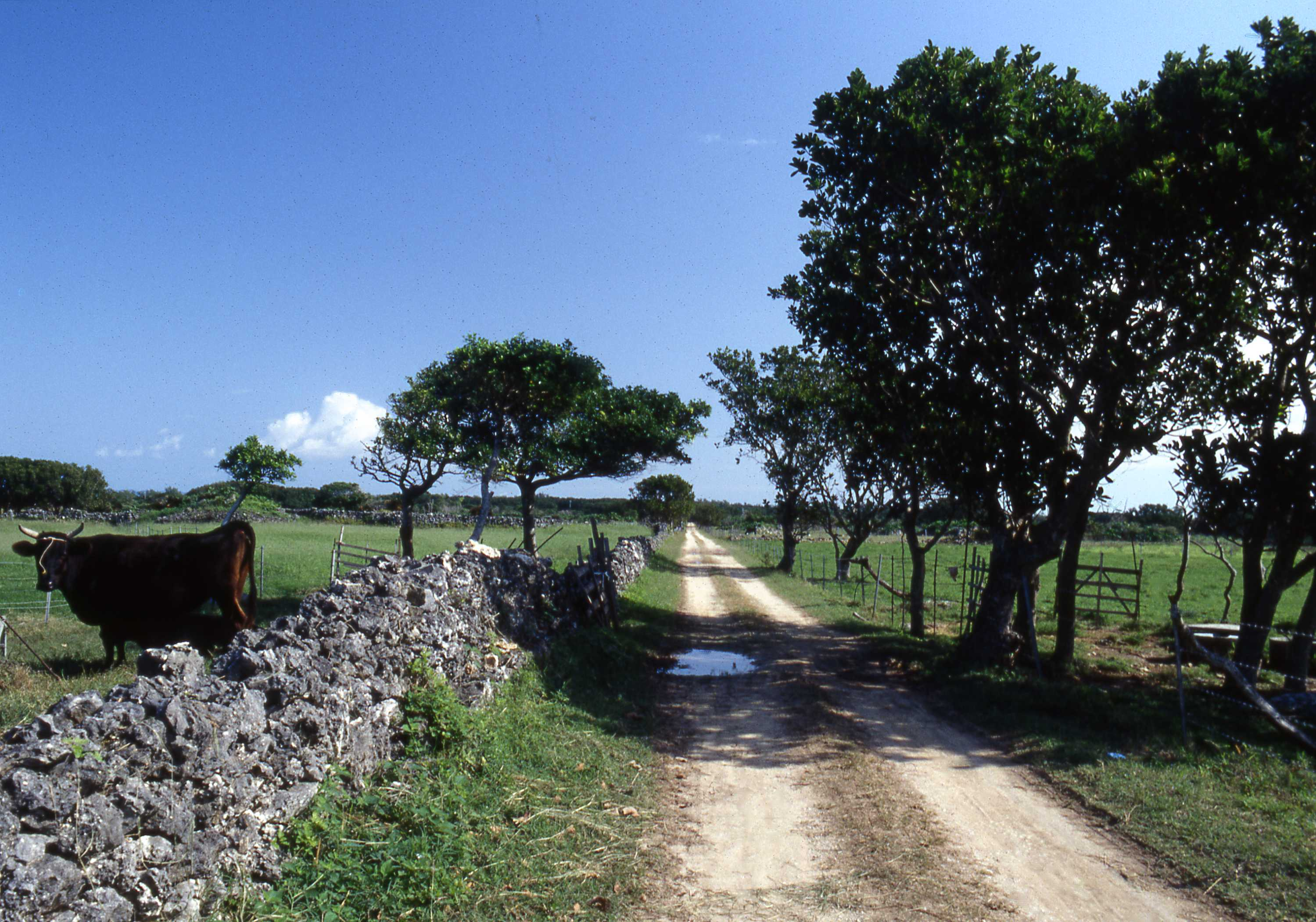
黑島上的道路
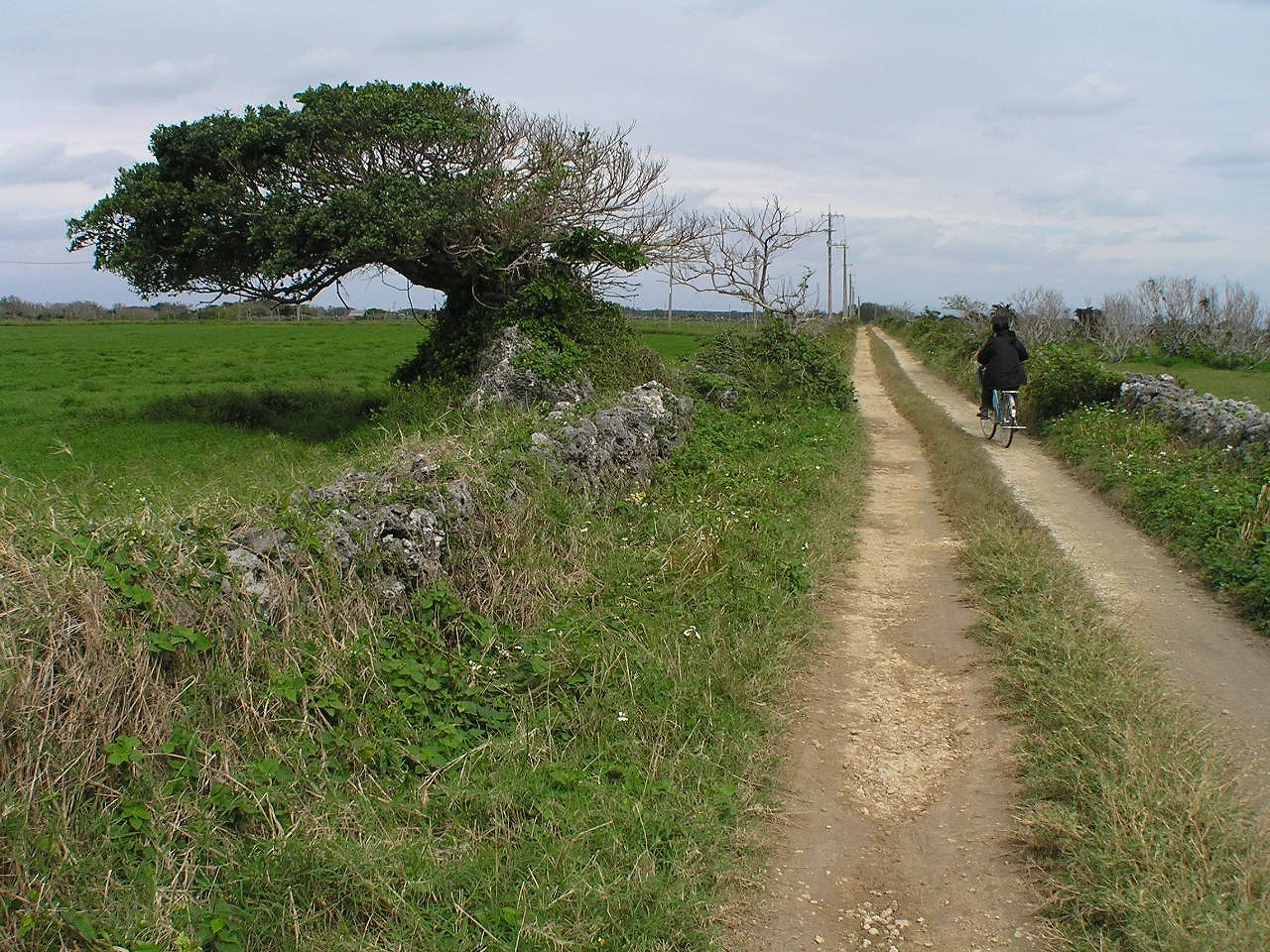
黑島上的道路
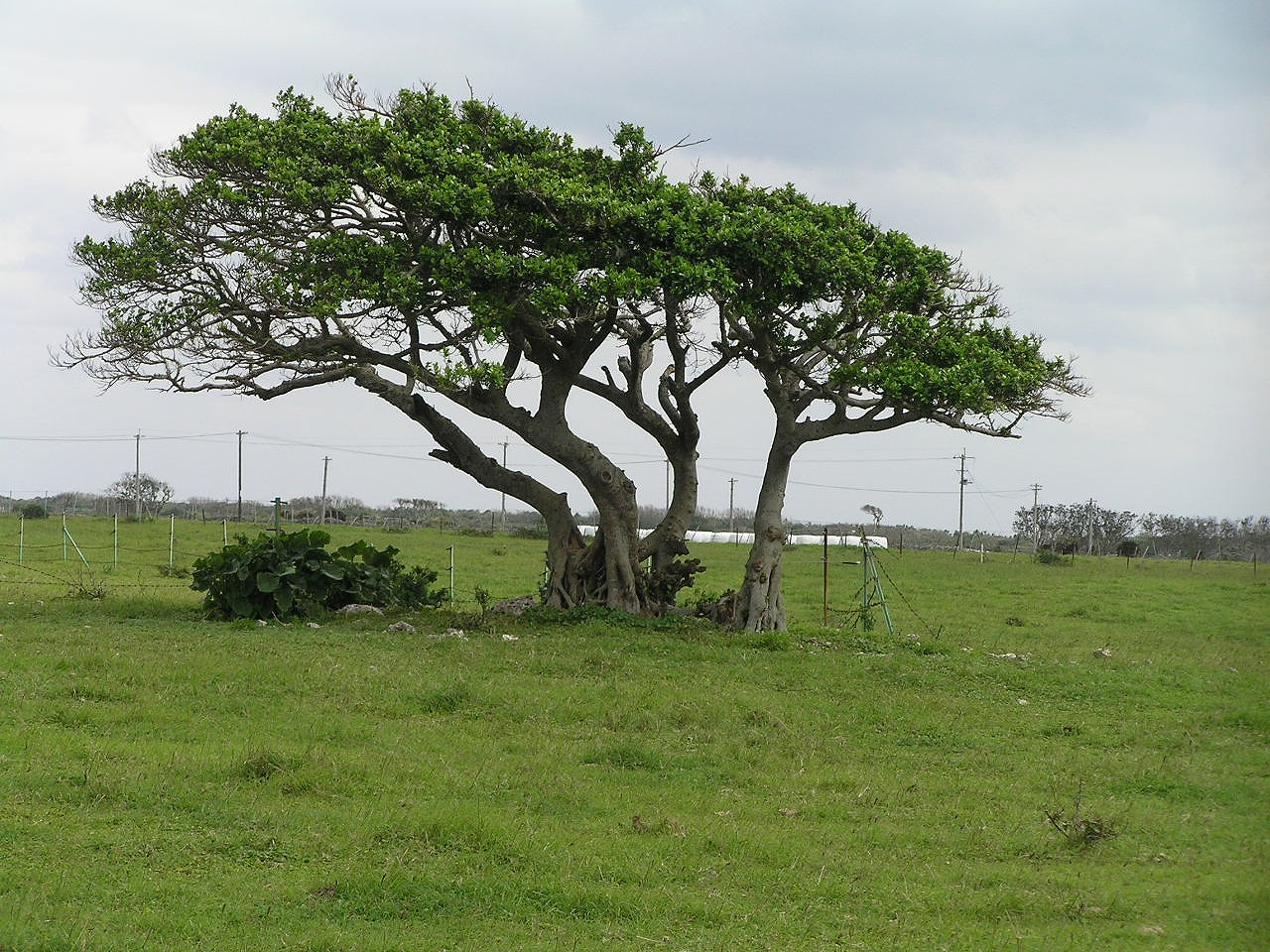
黑島上的大樹
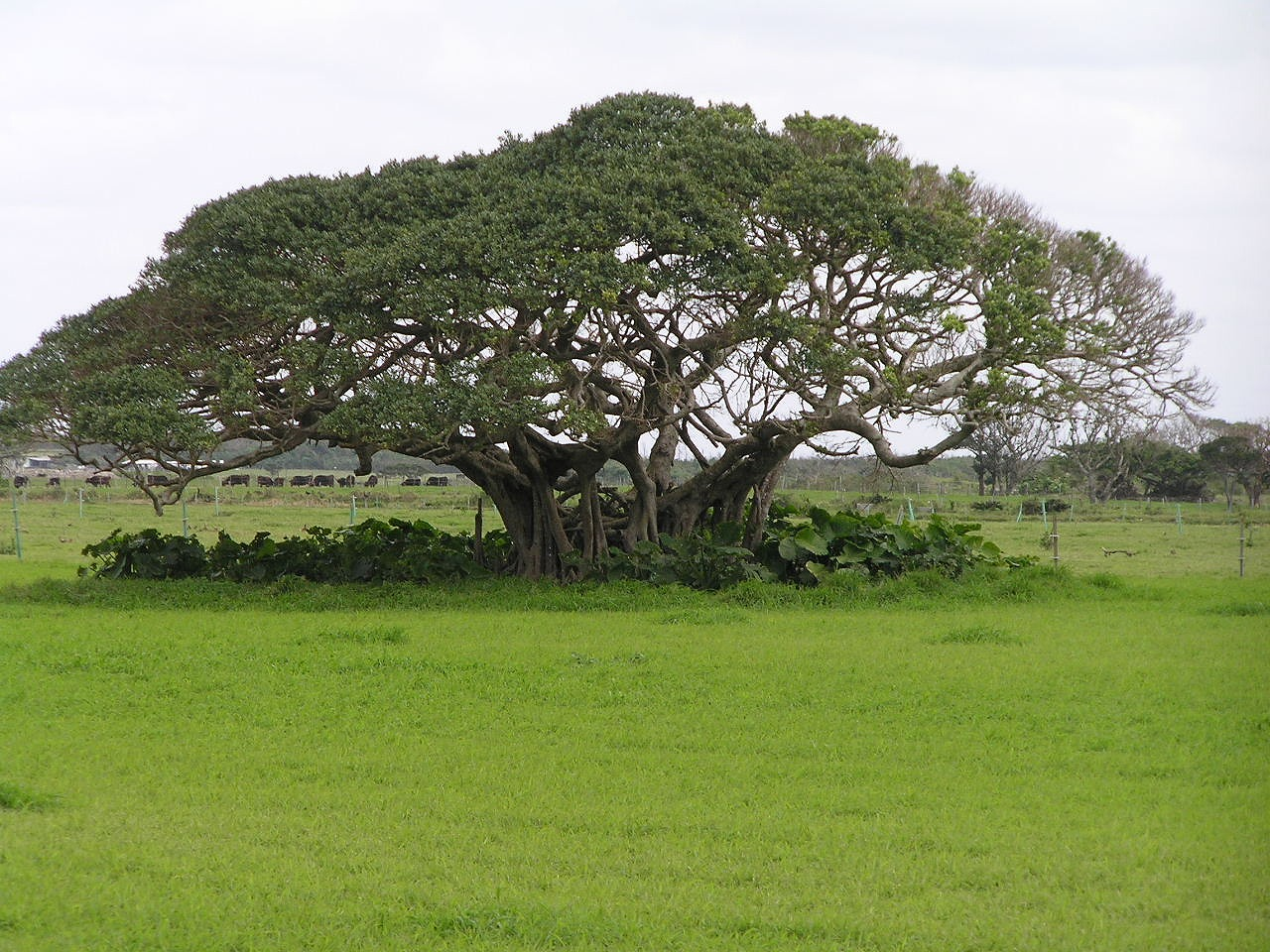
黑島上草原上的大樹
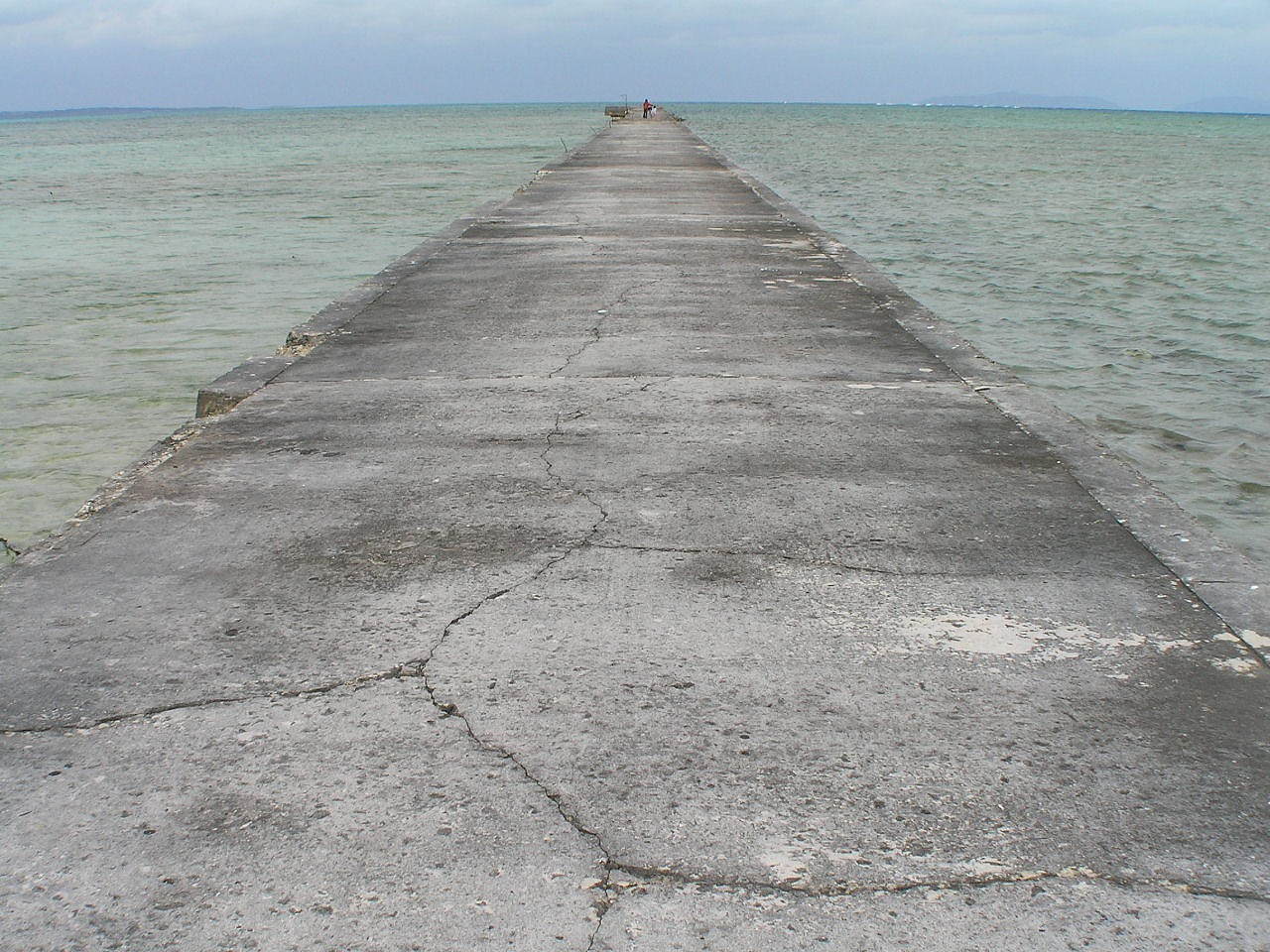
黑島的伊古棧橋
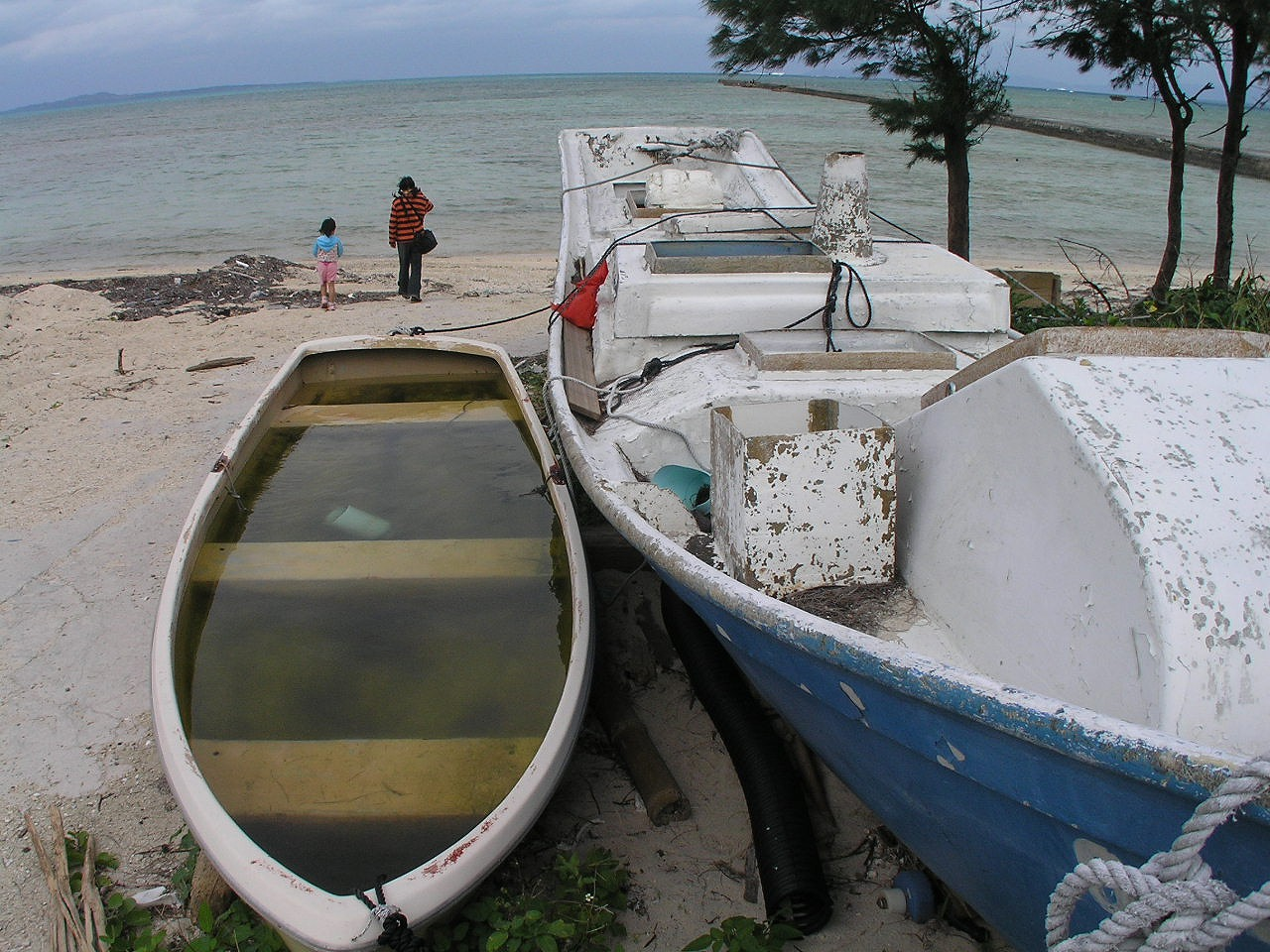
伊古棧橋西側的沙灘
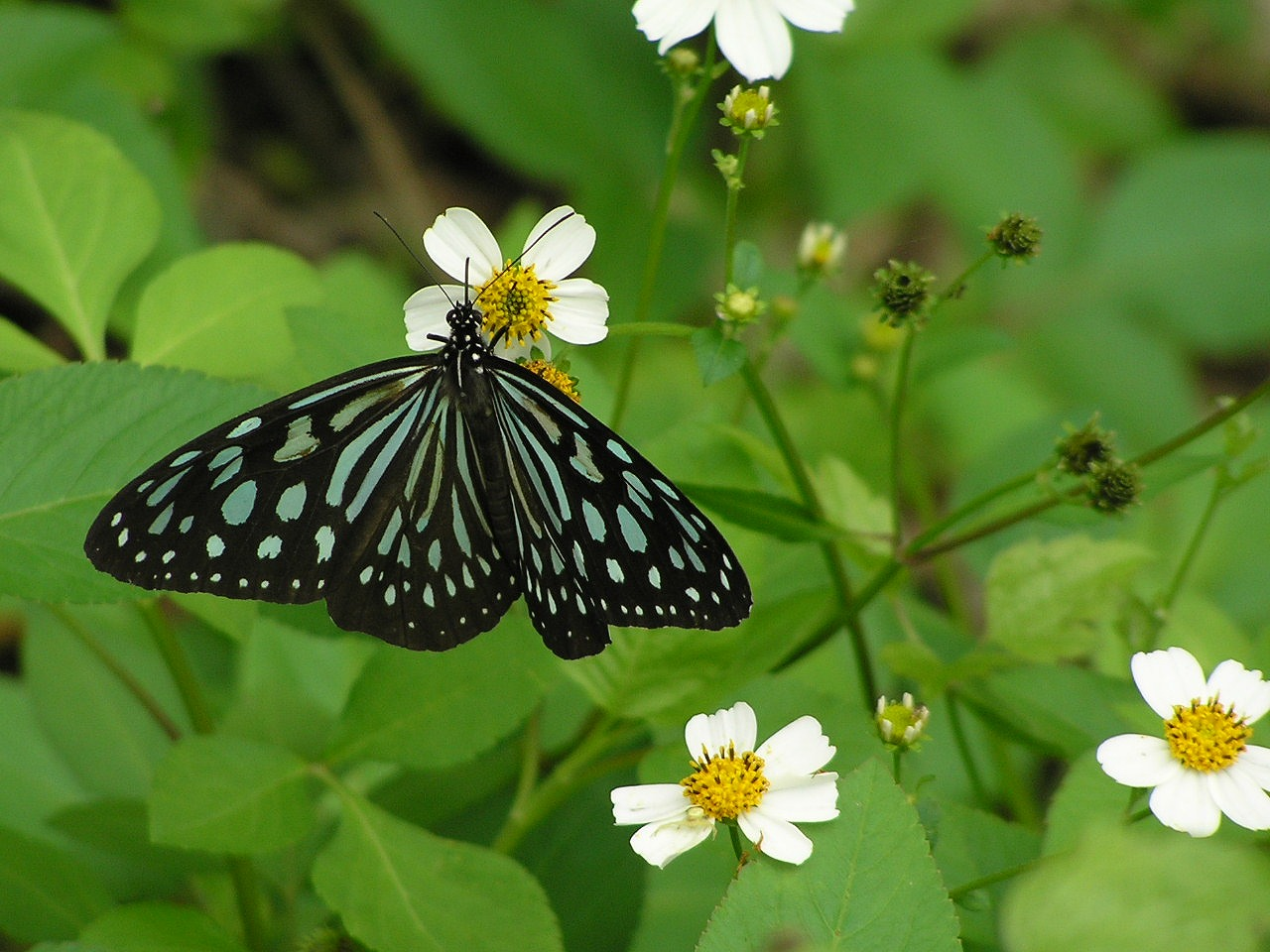
黑島伊古棧橋附近的蝴蝶
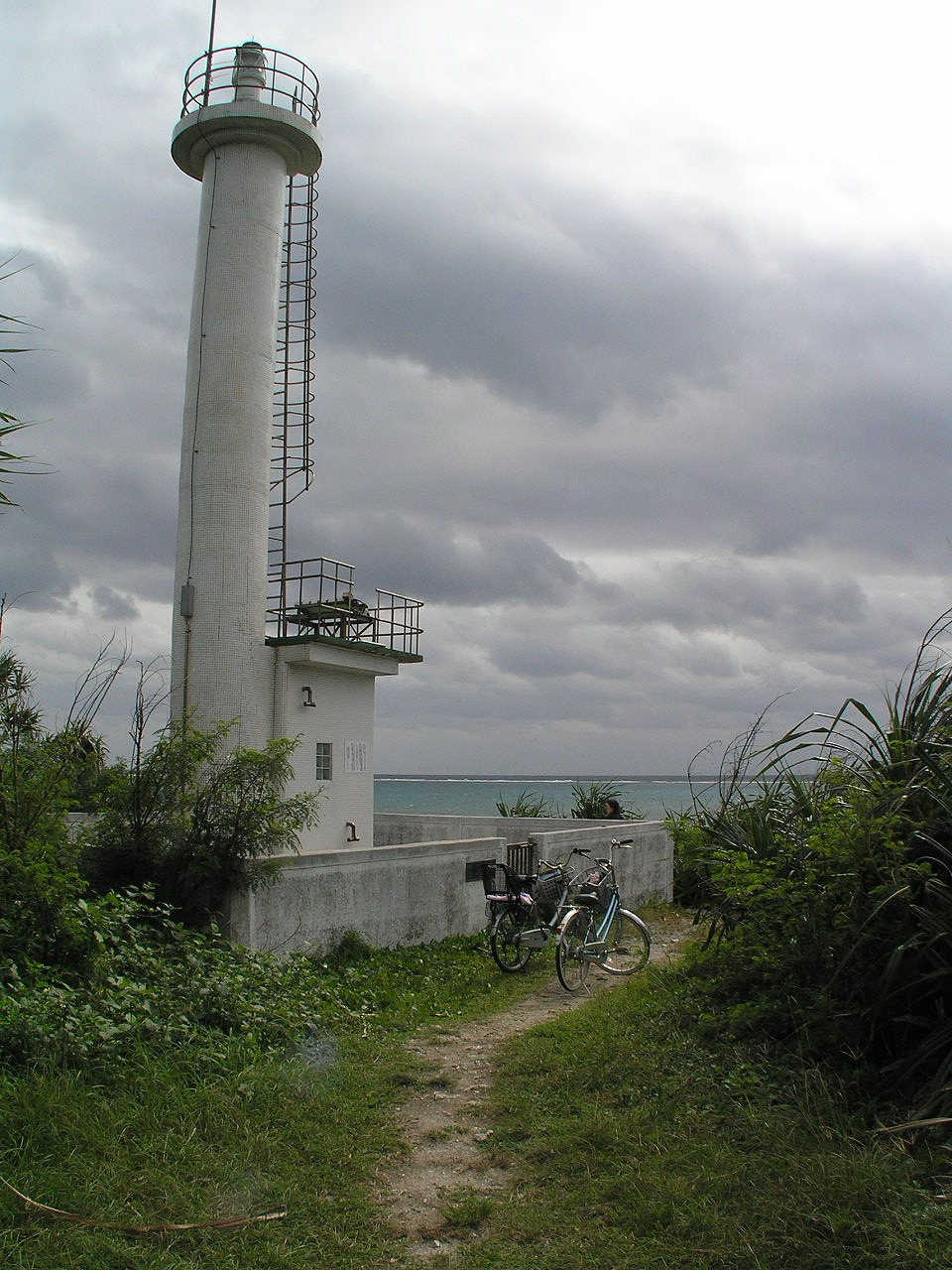
黑島燈塔
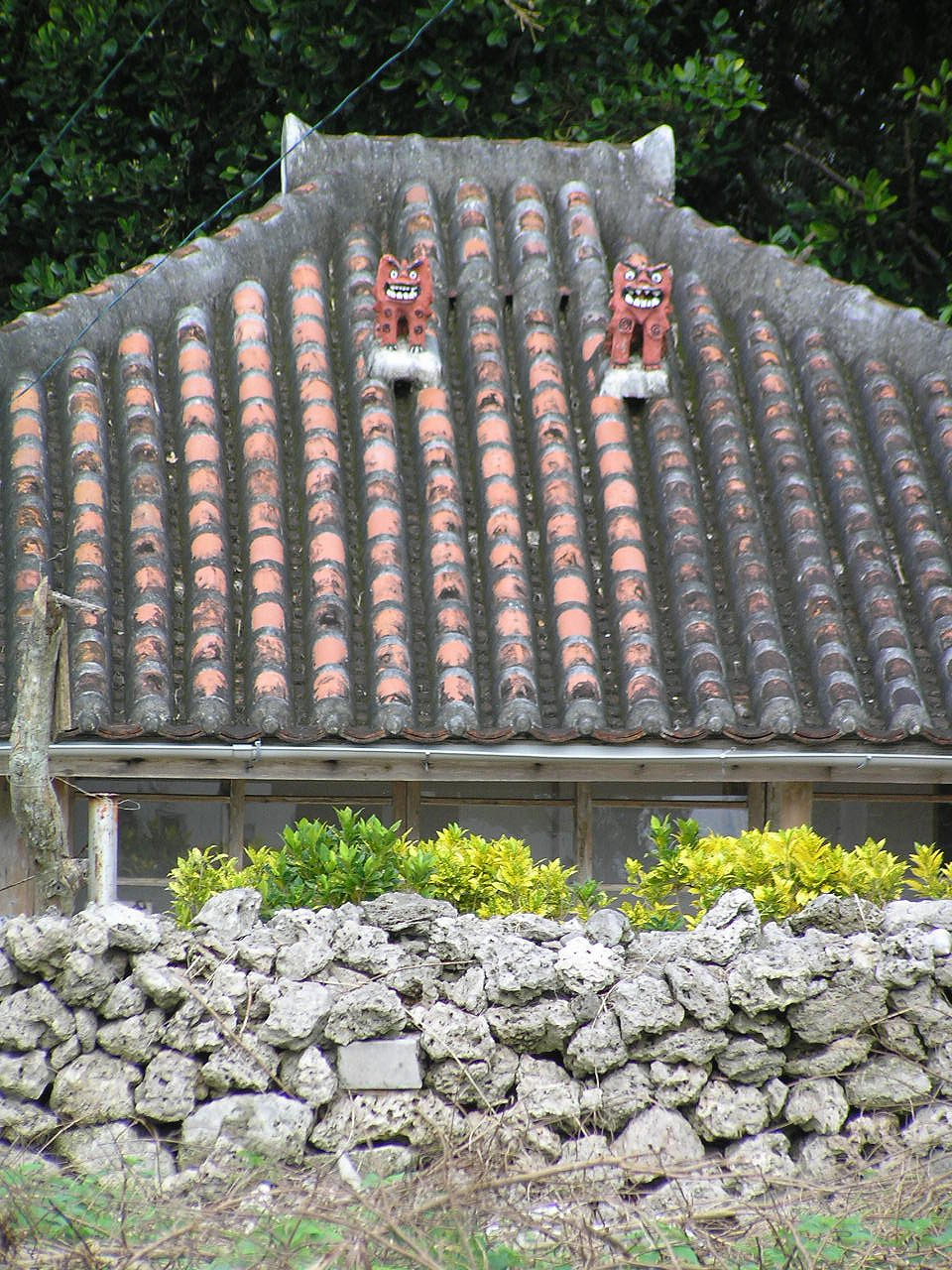
黑島上的民家
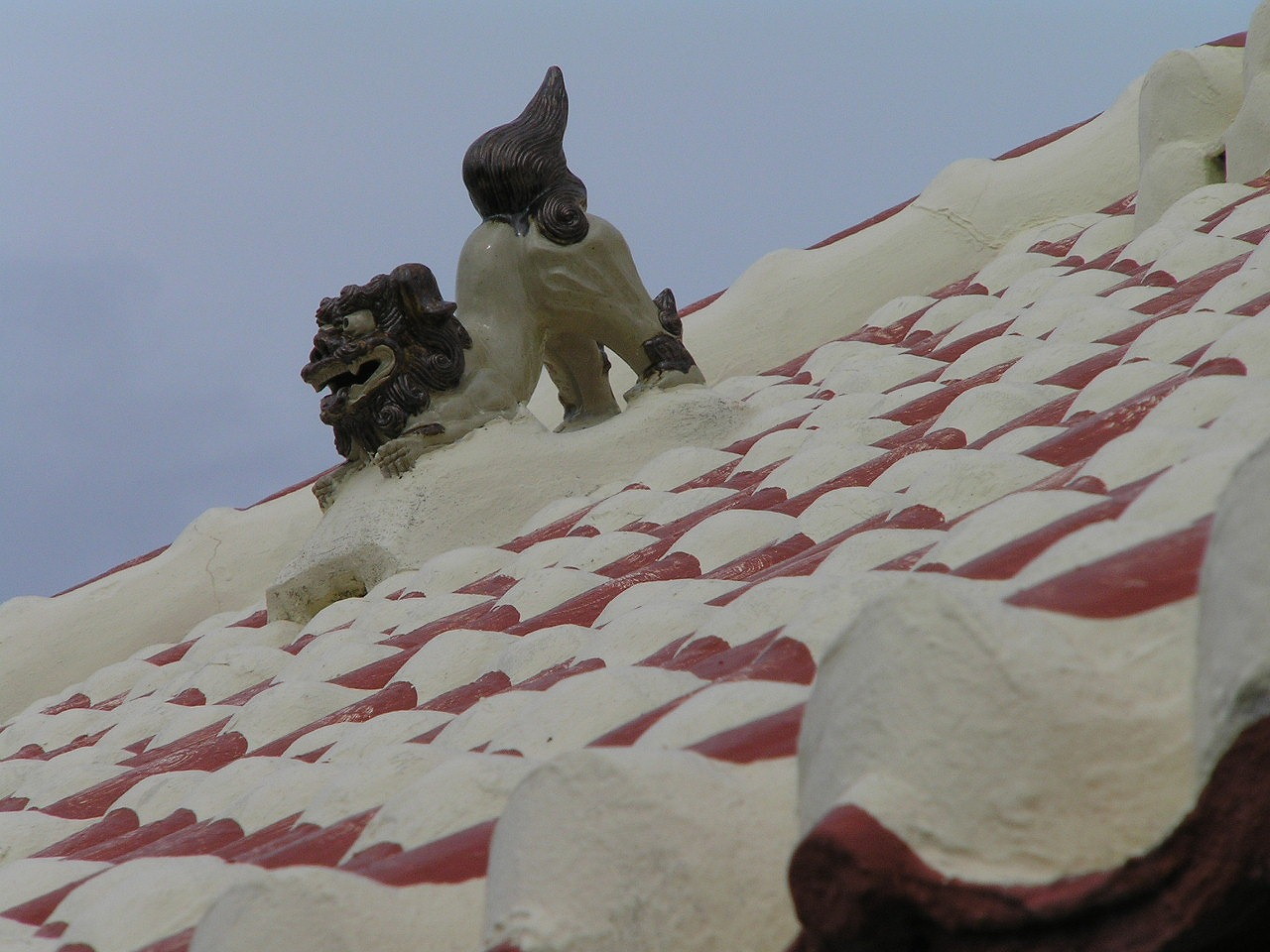
黑島上民家屋頂的石獅子
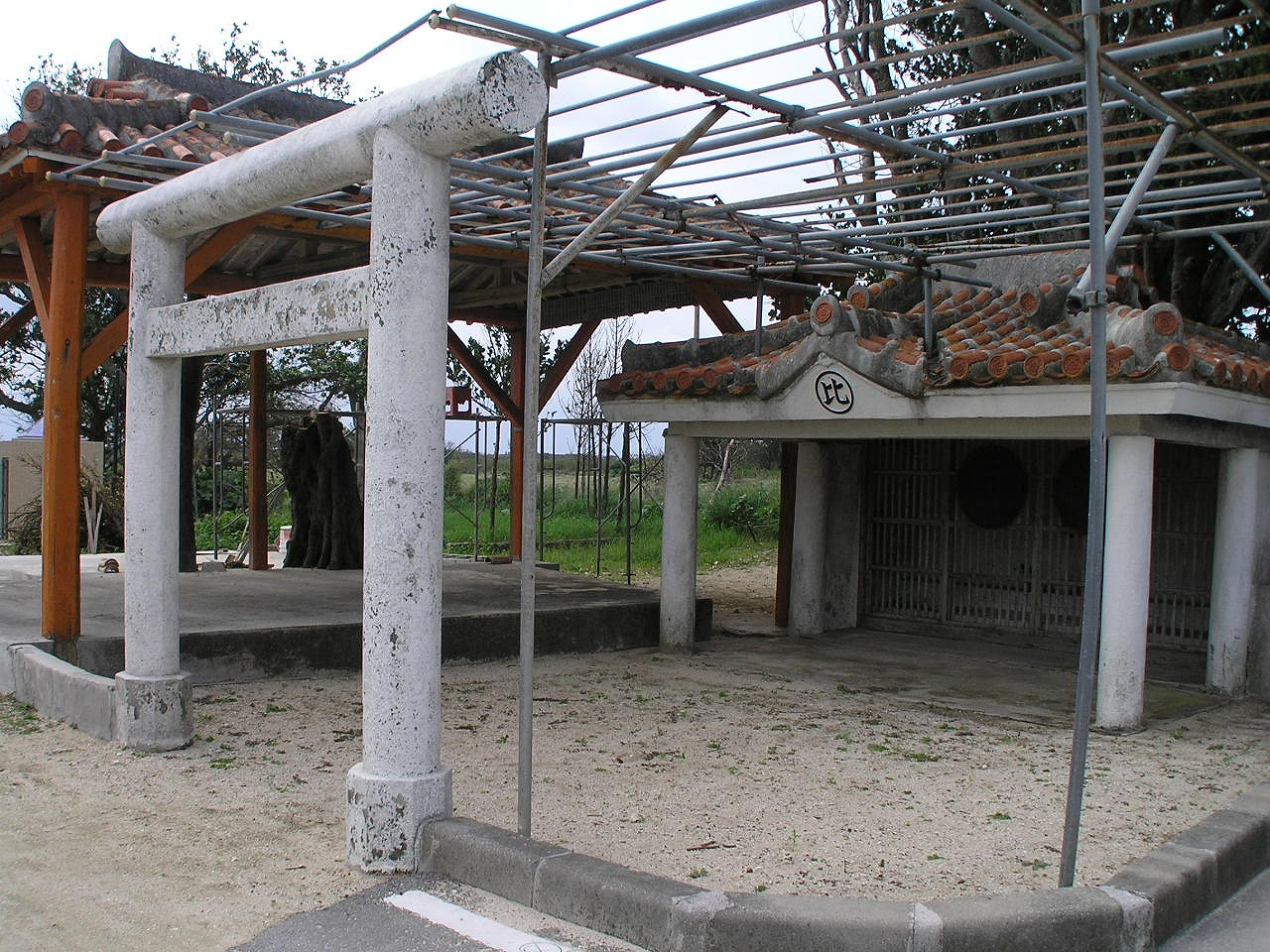
比江地御獄

## 外部連結
- （日語）竹富町公所網頁的黑島介紹
- （日語）＠Ｙａｉｍａ【黑島的觀光情報】